# Federação Naturista Internacional
A Federação Naturista Internacional (FNI), também conhecida como International Naturist Federation (INF), Fédération Naturiste Internationale (FNI) e  Internationale Naturisten Föderation (INF) é a organização global que representa as sociedades ou associações naturistas nacionais oficiais.

## Membresia
A INF é composta por representantes de organizações naturistas nacionais, com regras da federação permitindo que apenas uma sociedade nacional por país seja membro. Para contornar essa regra, as sociedades canadenses de língua francesa e inglesa formaram uma parceria para participar da INF.
Algumas federações nacionais têm organizações juvenis independentes que não são diretamente filiadas à INF. A nível europeu, os representantes da juventude (Juventude Naturista Europeia – ENY, um comité do INF encarregado de promover o naturismo entre os europeus dos 14 aos 27 anos) elegeram um Comitê da Juventude para fazer a ligação com o INF e o seu subcomité, a Comissão Naturista Europeia (EuNat). Seu papel é coordenar eventos e promover a comunicação e o intercâmbio entre jovens naturistas.
As regras do INF permitem que indivíduos obtenham filiação direta caso não haja nenhuma organização naturista nacional afiliada em seu país de residência.

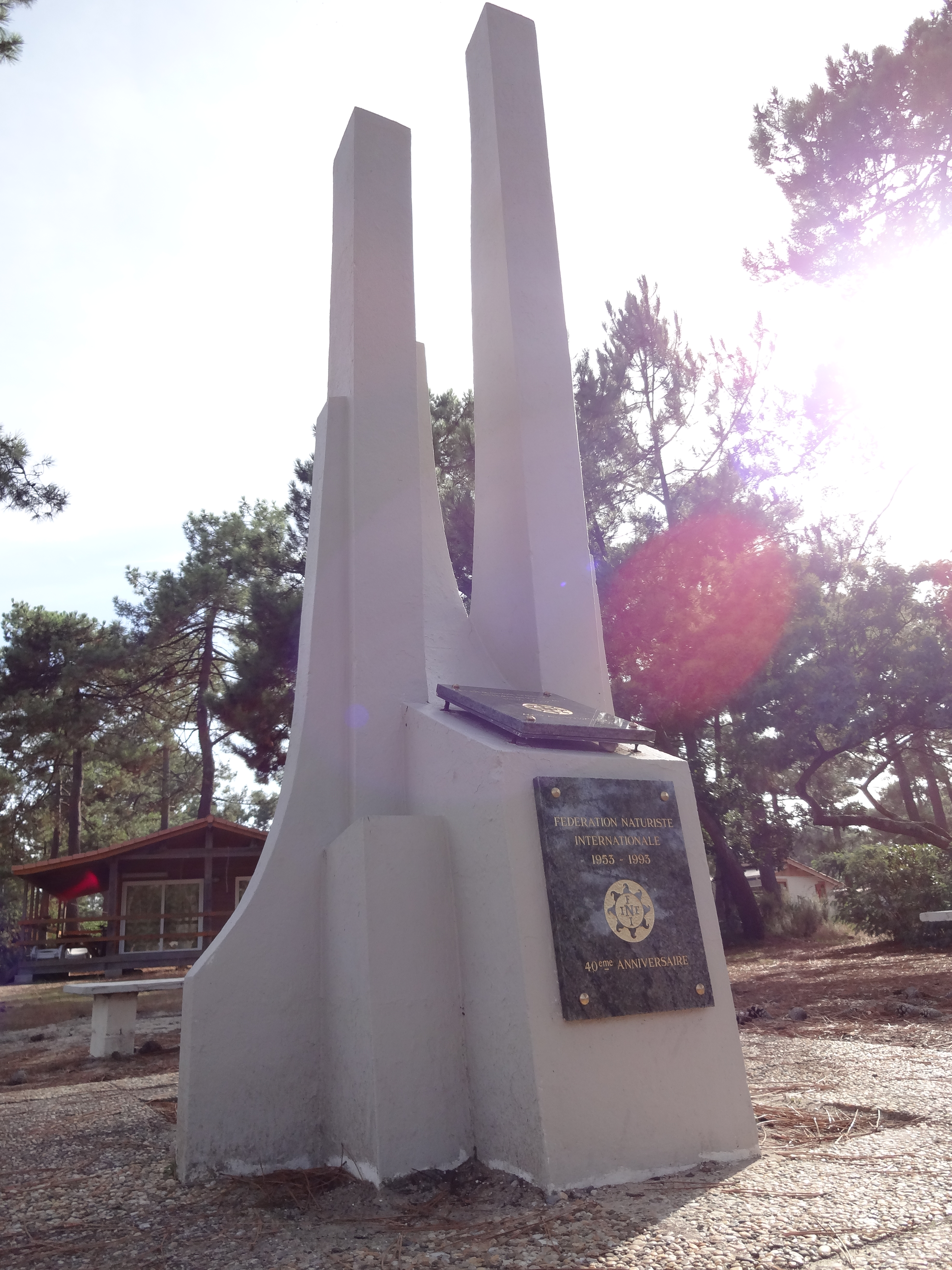
Monumento marcando o local de fundação da International Naturist Federation (INF) em CHM Montalivet, França, em 1953

## Organizações nacionais afiliadas
Todas as organizações listadas são federações-membro, a menos que sejam designadas como "Correspondentes". A INF representa atualmente as seguintes federações e correspondentes nacionais:

### África
- Camarões – Club Naturiste du Cameroun (Correspondente), Yaounde[5]
- República Democrática do Congo – Congo-Association des Naturistes Congolais, Kinshasa[5]
- Nigéria – (Correspondente), Lagos[5]
- Senegal – Les Naturistes du Sénégal, Dakar[5]
- África do Sul – South African National Naturist Association, Pretória[5]

### Ásia
- Israel – Israeli Naturist Society (עמותה ישראלית לנטוריזם), Kiryat Ono[5]
- Malásia – Natural Wellness Society, Malaca[5]
- Taiwan – (Correspondente), Shuilin Township[5]
- Tailândia – Naturist Association Thailand (เนเชอริสท์ แอสโซซิเอชั่น ไทยแลนด์), Bangkok[5]

### Europa
- Áustria – Austrian Naturist Federation (Österreichischer Naturistenverband), Hörsching[5]
- Bélgica – Belgian Naturist Federation (Federatie van Belgische Naturisten, Fédération Belge de Naturisme), Antwerp[5]
- Bulgária – Union of Naturists in Bulgaria (Съюз на нудисти в България, Sŭyuz na naturistite v Bŭlgariya), Burgas[5]
- Croácia – Croatian Naturist Federation (Drustvo Naturista Hrvatske), Zagreb[5]
- República Checa – Czech-Moravian Federation of Naturists (Českomoravská federace naturistů), Praga[5]
- Dinamarca – Dansk Naturist Union (DNU) (Dansk Naturist Union), Randers[5]
- Finlândia – Finnish Naturist Federation (Suomen Naturistiliitto ry), Turku[5]
- França – French Naturist Federation [fr] (Fédération française de naturisme), Paris[5]
- Alemanha – Deutscher Verband für Freikörperkultur (DFK) (German Association for Free Body Culture), Hannover-Lagenhagen[5]
- Hungria – Federation of Naturists in Hungary (Naturisták Magyarországi Szövetsége) (NAMASZ), Budapeste[5]
- Irlanda – Irish Naturist Association, Dublin[5]
- Itália – Federazione Naturista Italiana (Italian Naturist Federation), Piedmont[5]
- Luxemburgo – Luxembourgish Naturist Federation (Fédération Luxembourgeoise de Naturisme), Boevange-sur-Attert[5]
- Malta – Maltese Naturist Association (Correspondente), Marsa[5]
- Países Baixos – NFN Open & Bloot [nl] (NFN Open & Bare), Amersfoort[5]
- Países Baixos – Internacia Naturista Organizo Esperantista (Special Interest Group)-(Correspondente), Roterdã[5]
- Noruega – Norsk Naturistforbund, Oslo[5]
- Polônia – Naturist Federation Poland (Federacja Naturystów Polskich), Bielsko-Biala[5]
- Portugal – Federação Portuguesa de Naturismo, Lisboa[5]
- Romênia - Asociația Ronaturism (ARN), Moldovenești[5][6]
- Rússia – Naturist Club "NATURWAY" Travel Agency (Агентство Натурвэй), Moscou[5]
- Sérvia – Naturist Organisation of Serbia (Naturisticka ogranizacija Srbije), Belgrado[5]
- Eslováquia – Association of Slovak Naturists (Asociácia slovenských naturistov (ASN)), Trnava[5]
- Eslovênia –  Zveza Drustev Naturistov Slovenije, Ljubljana[5]
- Espanha – Spanish Naturist Federation (Federación Española de Naturismo), Madrid[5]
- Suécia – Swedish Naturist Federation (Sveriges Naturistförbund), Malmö[5]
- Suíça – Swiss Naturist Union (Union Naturiste Suisse/Schweizer Naturisten Union/Unione Naturista Svizzera), Gampelen[5]
- Reino Unido – Naturismo Britânico (anteriormente Central Council for British Naturism), Northampton[5]

### América do Norte
- Canadá – Union of the Quebec and Canadian Naturist Federations (FQN-FCN Union) (Canadian union of Federation of Canadian Naturists (FCN) e Fédération Québécoise de Naturisme (FQN)), Toronto[5]
- Costa Rica – Costa Rica Naturist Association, San José[5]
- México –  Federacion Nudista de México AC, Cidade do México[5]

### América do Sul
- Brasil – Federação Brasileira de Naturismo, São Paulo[5]
- Chile – (Correspondente), Puchuncaví[5]
- Colômbia – Federation of Naturism and Nudism of Colombia, Bucaramanga[5]
- Peru – Peruvian Naturist Federation, Lima[5]
- Uruguai – Asociación Uruguaya Nudista Naturista (Naturist Nudist Association of Uruguay)-(Correspondente), Montevidéu[5]

### Austrália/Oceania
- Austrália – Australian Naturist Federation, Mawson, Território da Capital Australiana[5]
- Nova Zelândia – New Zealand Naturist Federation Inc., Hamilton[5]

## Congressos Mundiais
O Congresso Mundial da INF foi realizado nas seguintes cidades. Antes da fundação da INF, os Congressos Mundiais eram organizados de forma independente. No Congresso Mundial de 1953, a INF foi oficialmente criada, e todos os Congressos Mundiais subsequentes foram organizados pela INF.
- 1951 – Londres, Inglaterra
- 1952 – Thielle, Suíça
- 1953 – CHM Montalivet, França
- 1954 – Viena, Áustria
- 1956 – Hanôver, Alemanha Ocidental
- 1958 – Woburn Abbey, Grã-Bretanha[8]
- 1960 – Solbacken, Malmö, Dinamarca
- 1962 - BffL Hanôver, Alemanha Ocidental
- 1964 – Héliomonde, Saint-Chéron, Essonne (perto de Paris), França
- 1966 – Athena Antwerpen, Ossendrecht, Países Baixos
- 1968 – Penn Sylvan, Mohnton, Pensilvânia, EUA[a]
- 1970 – North Kent Sun Club,[10] Orpington, Grã-Bretanha
- 1972 – Koversada (Vrsar), Croácia
- 1974 – Cap d'Agde, Sérignan, França
- 1976 – Naturistenbund Rhein-Main, Wiesbaden, Alemanha Ocidental
- 1978 – South Hants Country Club, Fareham, Inglaterra
- 1980 – Flevo-Natuur, Países Baixos
- 1982 – Cypress Cove, Kissimmee, Flórida, EUA
- 1984 – Costa Natura, Estepona, Espanha
- 1986 – Sportbund Sonnland e.V., Freiburg im Breisgau, Alemanha Ocidental
- 1988 – Monsena (Rovinj), Iugoslávia
- 1990 – Natur und Sport, Zurique, Suíça
- 1992 – Paradise Lakes, Tampa, Florida, EUA
- 1994 – Rutar Lido KG, Eberndorf, Áustria
- 1996 – Athena Antwerpen, Ossendrecht, Países Baixos
- 1998 – Galaxen, Suécia
- 2000 – BffL, Hanôver, Alemanha
- 2002 – Cypress Cove, Kissimmee, Flórida, EUA
- 2004 – Valalta, Rovinj, Croácia
- 2006 – El Portus (Cartagena), Espanha
- 2008 – Tambaba Beach, Brasil
- 2010 – Pizzo Greco, Isola di Capo Rizzuto, Itália
- 2012 – Koversada (Vrsar), Croácia
- 2014 – Drumshanbo, Irlanda
- 2016 – Wellington Naturist Club, Nova Zelândia
- 2017 – Viena, Áustria (encontro especial)
- 2018 – Lisboa, Portugal
- 2021 – Veržej, Eslovênia (adiado para 2021 devido à pandemia de COVID-19)
- 2022 – Luxemburgo
- 2024 - Zipolite, México
- 2026 - Hungria

## Presidentes
Lista de presidentes do INF (também membro do comitê executivo e do Comitê Central)
- Richard Ehrmann-Falkenau (Áustria) 1953 – 1956
- Erik Holm (Dinamarca) 1956 – 1964
- Gilbert Sarrou (França) 1964 – 1968
- Michel Caillaud (França) 1968 – 1976
- Frans Mollaert (Bélgica) 1976 – 1980
- Alan McCombe (Grã-Bretanha) 1980 – 1988
- Bart Wijnberg (Países Baixos) 1988 – 1995
- Karl Josef Dreßen (Alemanha) 1995 – 2000
- Wolfgang Weinreich (Alemanha) 2000 – 2007
- George Volak (EUA) 2007 – 2008
- Sieglinde Ivo (Áustria) 2008 – 2016
- Armand Jamier (França) 2016 (Eleição anulada pela Comissão Jurídica do INF)
- Sieglinde Ivo (Áustria) 2017 – 2021
- Sieglinde Ivo (Áustria) e Stéphane Deschênes (Canadá) como copresidentes 2021 – 2024
- Stéphane Deschênes (Canadá) 2024 – presente